# 卢米埃尔兄弟出生地故居

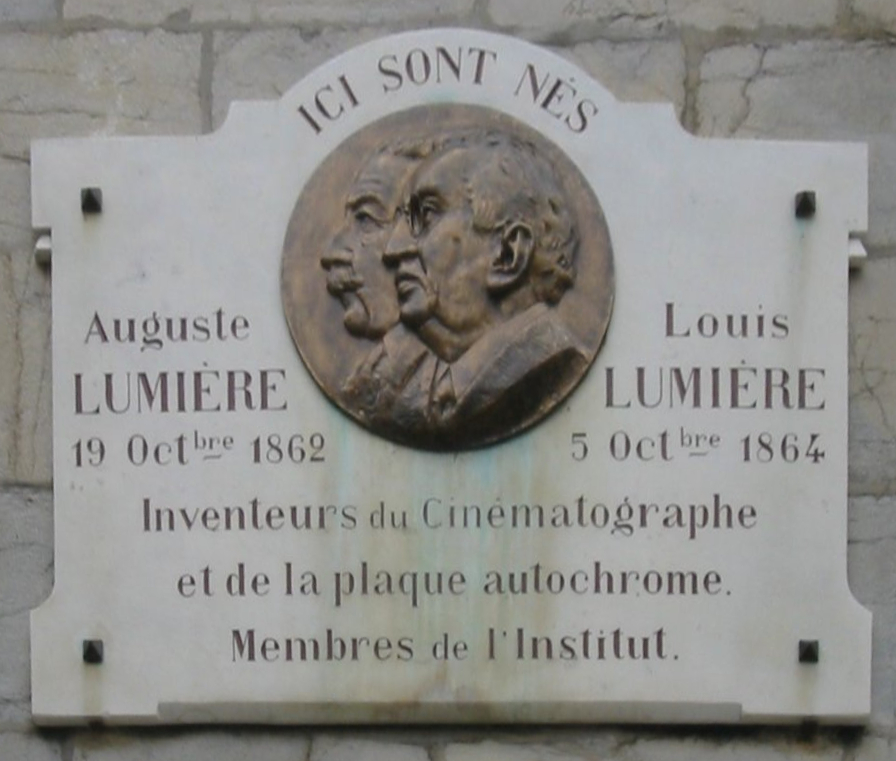
纪念牌

卢米埃尔兄弟出生地故居（Maison natale des frères Lumière）是法国发明家、摄影史和电影史的先驱卢米埃尔兄弟（1802-1885）的出生地，位于法国勃艮第-弗朗什-孔泰大区杜省省会贝桑松历史中心（La Boucle）的维克多·雨果广场（Place Victor-Hugo）1号。
卢米埃尔兄弟的父亲安托万·卢米埃尔出生在上索恩省的奥尔穆瓦，是一位画家和摄影师，与妻子让娜·约瑟芬·科斯蒂尔结婚后，决定在里昂定居，1862年来到贝桑松的圣昆廷广场（现维克多·雨果广场）定居。1862年10月19日和1864年10月5日，卢米埃尔兄弟奥古斯特和路易先后出生在这里。直到1870年，他们的妹妹让娜出生后，父亲安托万·卢米埃尔带着家人回到里昂。他在里昂又生了三个孩子：朱丽叶（1873年）、法郎士（1883年）和爱德华（1884年）。
许多名人都出生在贝桑松的维克多·雨果广场。1780年，夏尔·诺迪埃出生在维克多·雨果广场；1802年，法国作家维克多·雨果出生在同一个广场上的维克多·雨果出生地故居。古斯塔夫·库尔贝生于同省的奥尔南，19世纪在维克多·雨果出生地故居生活了一段时间。 

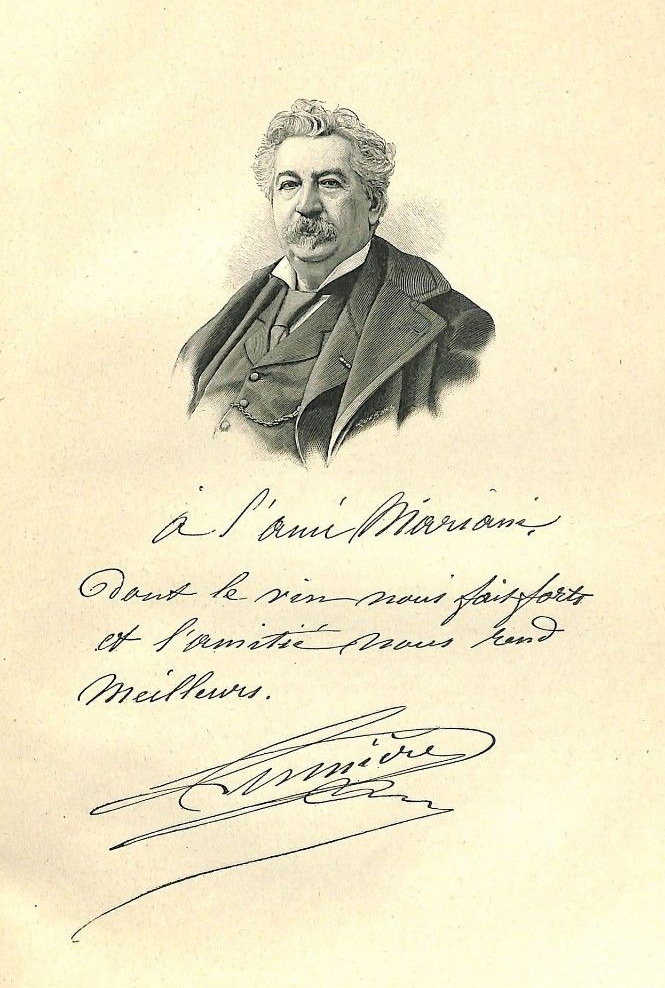
安托万·卢米埃
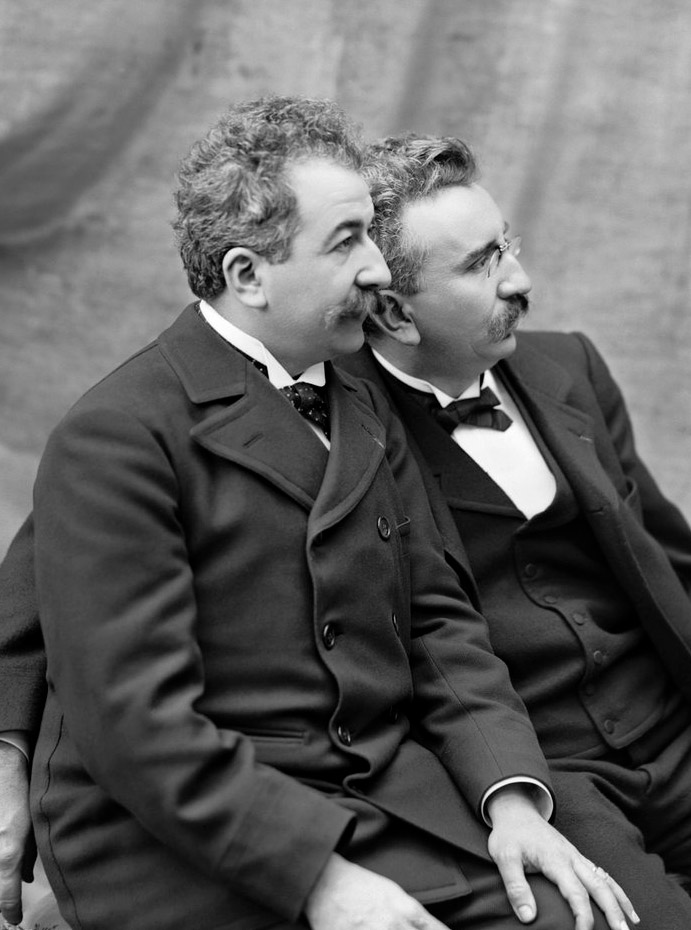
卢米埃尔兄弟